# Eriopyga carneigera
Eriopyga carneigera är en fjärilsart som beskrevs av Achille Guenée 1852. Eriopyga carneigera ingår i släktet Eriopyga och familjen nattflyn. Inga underarter finns listade i Catalogue of Life.